# Тимотесубани (храм)
Тимотесубани (груз. ტიმოთესუბანი), официально Храм Успения Пресвятой Богородицы,  находится в Боржомском районе Грузии, 18 километрах от города Боржоми, на правом берегу реки Гуджарула. Относится к Боржомско-Бакурианской епархии.
Храм построен на развалинах древнего монастыря владетелем тех мест, святым мучеником, князем Шалвой Торели-Ахалцихели, национальным героем Грузии. Начало строительства датируется 1195 годом и завершено в 1215 году.
На территории монастыря до сих пор сохранились развалины жилых и хозяйственных построек. Вход на территорию храма представляет собой арочное продолговатое строение, сложенное из красного кирпича. Над ним, предположительно, была надстроена колокольня, а по сторонам находились двухэтажные помещения, которые служили ядром монастырского комплекса.
На северной террасе находится однонефная базилика Святой Великомученицы Варвары, а к северо-востоку от храма остатки сложенной из камня усыпальницы.
Центральный храм освящен во имя Успения Богородицы и является одним из важнейших памятников грузинского культурного наследия. Он сложен из светло-розового, так называемого "грузинского" кирпича и является центрально-купольным строением. Высота храма 28 метров, ширина – 19, длина – 11 метров. В северной стене окна были застроены и расписаны ещё в период строительства. Купол храма по диаметру выложен лазурными керамическими деталями. Роспись храма является одной из самых сложных для своей эпохи. Храм расписан в 1205–1215 годах. Большая часть фресок сохранилась до наших дней. В 2000–2006 годах была проведена работа по их очистке и консервации.
Монастырь является мужским и богослужения в нём проводятся регулярно с 1994 года.
К юго-западу от храма ведется строительство нового монастырского комплекса.